# Sante Zennaro
Sante Zennaro (Grignano Polesine, 24 ottobre 1933 – Terrazzano, 10 ottobre 1956) è stato un operaio italiano, insignito della medaglia d'oro al valor civile conferitagli postuma il 19 ottobre 1956. Perse la vita alla giovane età di 22 anni per salvare 97 alunni che erano stati presi in ostaggio insieme a tre insegnanti.

## Biografia
Sante Zennaro nacque a Grignano Polesine, frazione di Rovigo, secondo di otto figli di una coppia di contadini originaria del Polesine. L'alluvione del novembre 1951 ridusse sul lastrico la famiglia, che dovette emigrare. Si stabilì a Terrazzano, frazione di Rho (Milano). Nei primi anni la famiglia Zennaro stentò a migliorare la propria condizione economica. Solo Sante trovò lavoro come meccanico di biciclette, oltre a svolgere vari lavoretti.

### I fatti di Terrazzano
Al tempo vi era un'agenzia investigativa privata molto conosciuta. Il titolare era Tom Ponzi, il quale aveva già risolto diversi casi a livello nazionale. Quel giorno a Terrazzano vi era anche lui, accorso per aiutare a sbloccare la situazione. Dopo Sante, anche Ponzi usò la scala a pioli per entrare nella scuola dalla finestra; grazie alla sua stazza, riuscì con Zennaro a mettere fuori combattimento i Santato.
Il ruolo di Tom Ponzi, salvo alcuni trafiletti nei giorni immediatamente successivi, fu taciuto. Quando, dopo qualche tempo, gli fu chiesto perché nessuno avesse parlato di lui e nessun riconoscimento gli fosse stato assegnato, Ponzi disse che quel giorno litigò aspramente con i poliziotti che volevano manomettere la scena del tragico evento, cercando di spostare il cadavere per addossare la colpa ai due fratelli Santato e uscirne senza conseguenze.
Il 10 ottobre 1956 i fratelli polesani Egidio e Arturo Santato (quest'ultimo da poco dimesso da un manicomio giudiziario) sequestrarono novantasette bambini e tre maestre della scuola elementare di Terrazzano. Arturo si affacciò più volte a una finestra con in mano una bottiglia di acido muriatico e dei candelotti di dinamite. Trattenendo una maestra e un bambino legati vicino a lui, minacciò che, se non fossero state esaudite le sue richieste, avrebbe accecato i bambini e fatta saltare la scuola: il malvivente pretendeva la consegna di 200 milioni di lire, una gallina viva e un televisore. Polizia, genitori e il parroco cercarono invano di convincere i sequestratori a desistere; nel frattempo lo psichiatra che seguiva Arturo, chiamato dalla polizia sul posto, avvertì che Arturo sarebbe potuto entrare in uno stato di violenza omicida.
Zennaro, tramite una scala a pioli appoggiata al muro sotto la finestra, entrò nell'aula; nel frattempo la polizia e i carabinieri sfondarono il portone e salirono al piano di sopra, appostandosi dietro la porta dell'aula, dove tutti gli alunni e le loro insegnanti erano stati ammassati e legati. Una maestra riuscì a sfilare la pistola da una tasca di Arturo. Quando Zennaro entrò nell'aula riuscì a immobilizzare i due aggressori e, mentre la maestra li teneva sotto tiro con l'arma sottratta al malvivente, il giovane si mise a liberare la porta dai banchi ammassati dai sequestratori. Tolto l'ultimo banco, aprì la porta: i poliziotti tuttavia, credendo di avere davanti uno dei due sequestratori, aprirono il fuoco e lo uccisero.
Zennaro riposa nel cimitero di Rho.

## Conseguenze
Nei mesi successivi al tragico evento si discusse se fosse il caso o meno di assegnare una pensione pubblica ai genitori, rimasti in condizioni economiche precarie. Venne presa la decisione di affidare i figli agli orfanotrofi della zona, mentre i genitori rimasero a Terrazzano.

## Intitolazioni
A Zennaro sono oggi intitolati:
- un istituto scolastico di Imola[6];
- una via e la scuola media della frazione di Rovigo in cui egli era nato (Grignano Polesine);
- una via a Voghera;
- la scuola elementare di Terrazzano;
- un francobollo delle Poste Italiane, emesso nel 2024.